# Velký dolmen v Zambujeiru
Velký dolmen v Zambujeiru (portugalsky Anta Grande do Zambujeiro) je největší megalitická památka v Portugalsku, pocházející z doby asi 4000–3000 př. n. l. Nachází se jihozápadně od města Évora poblíž říčky Ribeira da Permanca. Je jednou z největších megalitických hrobek Iberského poloostrova, a proto je také nazýván „katedrálou doby kamenné“ a 22. listopadu 1971 byl prohlášen za národní památku Portugalska.
Anta je portugalský název pro asi 5000 megalitických míst nebo dolmenů, které vznikly během neolitu na západě Pyrenejského poloostrova a vytvořili je lidé pocházející z okruhu kultury s kardiální keramikou.

## Popis

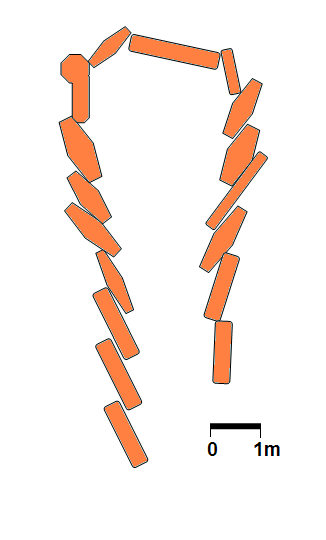
Půdorys odpovídá dolmenu s dlouhou komorou

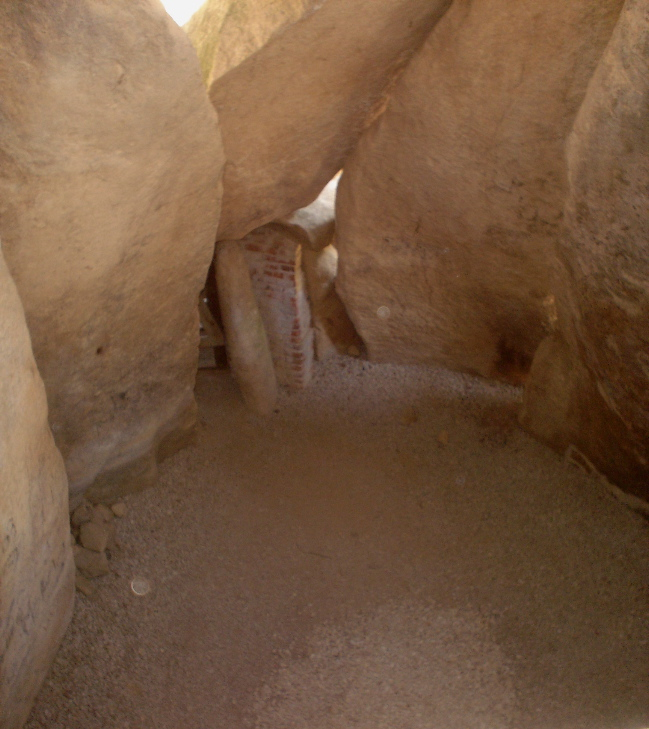
Vnitřek pohřební komory

Hrobka byla objevena v roce 1964 po odstřelu dvacet tun těžkého krycího kamene a nyní je chráněna proti erozi krytem z vlnitého plechu.
Megalitická kultovní stavba má průměr kolem padesáti metrů a skládá se z polygonální komory a dlouhé chodby, vše dohromady o délce devatenácti metrů. Před vchodem byla kamenná dlažba a stával zde velký menhir, nyní povalený. Šířka komory, která je rozdělena na čtvrtiny vertikálními kameny, je u dna pět metrů.
Podobné stavby byly zjištěny v severní části kultury s nálevkovitými poháry, zejména v Meklenbursku a Švédsku.  Poblíž nalezené mísové kameny jsou také doloženy v této severní oblasti, a také ve Velké Británii a Francii. Dolmen byl i s mohylou ze zeminy šest metrů vysoký a pokrýval asi 70 m průměr. Dnes opěrné kameny vyčnívají asi šest metrů ze země.
Během vykopávek, které vedl Henrique Leonor Pina, bylo nalezeno:
- asi 500 korálků různých tvarů a materiálů,
- téměř 30 kamenných seker nebo jejich zlomků
- více než 800 čepelí a úlomků čepelí
- 40 neporušených nádob a 1800 střepů nádob,
- 154 vyřezávaných břidlicových idolů a asi 1000 fragmentů,
- přes 500 hrotů šípů

Díky zvláštním okolnostem objevu bylo možné zjistit stratigrafickou strukturu nálezů. Podle ní patří čepele, korálky a kamenné sekery do starší fáze, ve které se keramika, hroty šípů a břidlicové modly ještě nevyskytují. V letech 1989-1990 probíhaly další vykopávky, které vedli Carlos Tavares da Silva a Joaquina Soaresová.

Různé pohledy na dolmen